# Fighting Force 2
Fighting Force 2 es la secuela del juego original Fighting Force que salió en 1997. Fue uno de los primeros del género Yo contra el barrio en dejar los gráficos 2D y pasar a la graficación en 3D. Fue lanzado el 30 de noviembre de 1999 en EE. UU. para la PlayStation, PC y Sega Dreamcast, además de ser desarrollado por Core Design y distribuido por Eidos Interactive.

## Argumento
En un futuro no tan lejano (aproximadamente 20 años después de los hechos del juego anterior), la clonación humana se ha vuelto una realidad, pero al llegar esto a todo el mundo, se elaboró inmediatamente un tratado internacional para explusar la clonación. La Corporación Knackmiche es la principal y única sospechosa de seguir todavía las investigaciones sobre la clonación. Así que el gobierno se dispone a llamar al mercenario Hawk Manson (uno de los personajes del Fighting Force anterior) en donde se le dicta su nueva misión: realizar encubierto una investigación de los hechos.

## Características
La primera impresión que causa Fighting Force 2 es que rompe con el estilo de juego de su antecesor. Es un híbrido entre los beat´em up y el género de aventura. Hawk Manson repite protagonismo y exclusividad en esta entrega, dejando de lado el modo multijugador que existía en la primera entrega.

### Objetos y misceláneas
Esta vez tendrá más ayuda para enfrentarse al enemigo. Toda clase de armamento estará a su disposición (más patadas y puñetazos). Aunque todavía están las típicas hachas y bates de béisbol del juego anterior, y además se le unen: granadas, rifles de francotirador, escopetas recortadas, machetes...

### Escenarios
El juego consta de 9 niveles muchísimo más largos que la versión anterior, a tal punto que se hacen eternos, ya que solo se puede guardar la partida cuando se pasa un nivel. En general los escenarios poseen un nivel de detalle y de exploración bastante correcto.

### Gráficos
El punto más fuerte del juego son sus gráficos (para ser de consolas viejas). El motor de juego que posee es aceptable y con texturas sólidas. Los escenarios suelen transcurrir con mucha suavidad así como los movimientos del protagonista, cuya animación está muy bien conseguida. Otro detalle destacable son los efectos de luces durante todo el juego.